# Homosexualität in Belarus

Belarus

Homosexualität wird in Belarus zwar seit 1994 nicht mehr strafrechtlich verfolgt, ist aber gesellschaftlich nur wenig akzeptiert. LGBT-Organisationen und ihre Aktivisten werden in Belarus von staatlicher Seite unterdrückt.

## Legalität
Homosexuelle Handlungen stehen seit 1994 nicht mehr unter Strafe. Das aktuelle, seit 2000 gültige, Strafrecht der Republik Belarus definiert nur noch unfreiwillige homosexuelle Handlungen als Straftaten. Die entsprechenden Gesetze finden sich in Kapitel 20 (Abschnitt VII) des Strafrechts, welches „Verbrechen gegen die sexuelle Unversehrtheit oder die sexuelle Freiheit“ behandelt. Dort wird neben sexuellen Handlungen und Geschlechtsverkehr jeweils ausdrücklich männliche Homosexualität (russ. „Muzhelozhstvo“, etwa „Mann der beim Mann liegt“) und lesbischer Sex aufgeführt. Artikel 167 behandelt „erzwungene Handlungen sexueller Art“. Vergewaltigung wird dort mit Freiheitsstrafen von drei bis sieben Jahren bestraft, in schweren Fällen auch mit bis zu zwölf Jahren. Vergewaltigung von Personen unter 14 Jahren oder solche, die den Tod, schwere Gesundheitsschäden oder eine HIV-Infektion des Opfers zur Folge haben, werden mit 8 bis 15 Jahren Freiheitsentzug bestraft. Artikel 168 sieht darüber hinaus für alle sexuellen Handlungen von Personen über 18 Jahren an Personen unter 16 Jahren Freiheitsstrafen von sechs Monaten bis zu vier Jahren Dauer vor. Artikel 170 stellt schließlich alle durch Erpressung, die Androhung materieller Schädigung oder Ausnutzung materieller oder anderer Abhängigkeitsverhältnisse erzwungene sexuelle Handlungen unter Freiheitsstrafen von drei bis fünf Jahren.
Das Schutzalter für homo- wie heterosexuelle Handlungen beträgt 16 Jahre.
Im April 2024 erweiterte das belarussische Kulturministerium die Definition von Pornografie um „nicht-traditionelle sexuelle Beziehungen“, zu denen nach der neuen Definition Homosexualität, Bisexualität und Transsexualität gehören. In Belarus kann die Produktion, Verbreitung oder der Besitz von pornografischem Material mit der Absicht, pornografisches Material zu verbreiten oder zu fördern, mit einer Gefängnisstrafe bestraft werden.

## Antidiskriminierungsgesetze
In Belarus existieren keine Antidiskriminierungsgesetze zum Schutze von schwulen und lesbischen Personen.
Die gegenwärtige Verfassung der Republik Belarus von 1994 enthält zwar einen Gleichbehandlungsgrundsatz (Artikel 22), der lautet: „Alle sind vor dem Gesetz gleich und haben ein Anrecht auf gleichberechtigte Vertretung […] ohne jede Diskriminierung.“ Diese sehr allgemein gehaltene und auf juristische Belange beschränkte Definition stellt jedoch keinen Schutz vor gesellschaftlicher Diskriminierung dar.
Das belarussische Arbeitsrecht enthält ebenfalls ein Diskriminierungsverbot, jedoch fehlt dort die sexuelle Orientierung in der Liste der geschützten sozialen Eigenschaften. Im Allgemeinen erwähnt die belarussische Rechtsprechung Homosexuelle ausschließlich in der Täterrolle. Straftaten, die gegen Lesben und Schwule verübt werden, werden von den Behörden oft nur schleppend oder gar nicht verfolgt.

## Anerkennung gleichgeschlechtlicher Lebenspartnerschaften
In Belarus gibt es keinerlei Anerkennung gleichgeschlechtlicher Lebenspartnerschaften. Durch Verfassung, Ehe- und Familienrecht des Landes wird die Ehe ausdrücklich als Zivilpakt definiert, der durch ein staatliches Organ geschlossen wird und zwei Personen gegensätzlichen Geschlechts offensteht. Damit sind gleichgeschlechtliche Ehen rechtlich zurzeit unmöglich. Eingetragene Partnerschaften sind im belarussische Recht nicht vorgesehen.
Gleichgeschlechtliche Partnerschaften anderer Staaten werden von den Einwanderungsgesetzen nicht anerkannt.

## Gesellschaftliche Situation
Homosexualität ist in Belarus gesellschaftlich weitgehend tabuisiert. Lesben und Schwule, wie auch Minderheiten im Allgemeinen, werden darüber hinaus von staatlicher Seite unterdrückt und in der Wahrnehmung ihrer Rechte eingeschränkt.
Politiker und politische Organisationen stehen homosexuellen Menschen und ihren Anliegen meist ablehnend gegenüber. So veröffentlichten verschiedene Medien in Belarus beispielsweise im März 2002 homophobe Äußerungen von Pavel Severinetz, Leiter der Jugendorganisation der pro-demokratischen Partyja BNF, der Homosexualität als „eine Sünde und Perversion, die den Tod verdient“ bezeichnet und deren Existenz er als „Resultat von Verdorbenheit und Sündigkeit in der Welt“ betrachtet. Im April 2005 sprach sich der Abgeordnete Viktar Kuchynski während einer Parlamentssitzung dafür aus, Homosexualität wieder unter Strafe zu stellen.
Umstritten ist eine Äußerung von Präsident Lukaschenka, der in einer Rede vor dem Sicherheitsrat Belarus im September 2004 sagte: „wir müssen unserer Gesellschaft in der nahen Zukunft zeigen, was ‚sie‘ [Europa und die USA] hier tun, wie sie versuchen, unsere Mädchen zu Prostituierten zu machen, wie sie unsere Bürger mit illegalen Drogen versorgen, wie sie bei uns sexuelle Perversion verbreiten, welche Methoden sie anwenden.“ Während LGBT-Aktivisten überzeugt sind, dass sich die Formulierung „sexuelle Perversion“ eindeutig auch auf Homosexualität bezieht, sehen andere Stimmen dies vor allem auf Prostitution und Menschenhandel bezogen.
In der Gesellschaft herrschen Vorurteile und Ablehnung gegenüber Homosexuellen vor. Nach einer Umfrage, welche die Schwulenorganisation Lambda Belarus im April 2002 vornahm, sind 47 Prozent der Bevölkerung der Meinung, dass Schwule generell eingesperrt werden sollten. Lediglich junge Menschen stehen Lesben und Schwulen etwas aufgeschlossener gegenüber. In einer Anfang 2007 vom Informationszentrum TEMA gemeinsam mit MyGomel.com unter Jugendlichen in der Region von Homel durchgeführten Umfrage gaben zwar 47,6 Prozent der Befragten an, sexuellen Minderheiten ablehnend gegenüberzustehen, jedoch waren nur zehn Prozent der Meinung, dass homosexuelle Beziehungen unter Strafe gestellt werden sollten.
Die Verstöße gegen die Meinungs- und Versammlungsfreiheit in Belarus sind bereits mehrfach von der Internationalen Gemeinschaft, unter anderem auch durch die Europäische Union, gerügt worden. Die diskriminierenden und homophoben Handlungen der belarussischen Regierung haben bereits zu diplomatischen Konflikten mit Deutschland geführt, nachdem ein deutscher Diplomat, der sich mit seinem Lebensgefährten in Minsk aufhielt, 2004 wegen angeblichen Rauschgiftbesitzes festgenommen und anschließend auf Weisung der Regierung in den belarussischen Medien über seine Homosexualität und den angeblichen Drogenhandel berichtet worden war.

### Medien und Meinungsfreiheit
Da rund 95 Prozent der belarussischen Medien in staatlicher Hand sind, wird über die Situation Homosexueller im Lande so gut wie kaum berichtet. Durch die staatliche Kontrolle des Pressemarktes ist es für unabhängige Medien nur möglich, die belarussische Bevölkerung zu erreichen, wenn sie eine regierungsfreundliche Haltung einnehmen. Das von Lambda Belarus von 1998 bis 2002 in Russland gedruckte und in Belarus veröffentlichte Magazin Forum Lambda wurde wiederholt vom staatlichen Presse-Komitee verboten. Die Fernseh- und Radiosender des Landes stehen ebenfalls unter staatlicher Kontrolle. In einer Erklärung des Präsidialamtes im Vorfeld des Belarus Gay Pride 2000 gab die Regierung kund, dass es keine Homosexuellen in Belarus gibt, daher auch nicht über sie berichtet werden dürfe.
Die primäre Informationsquelle für die LGBT-Gemeinschaft in Belarus ist daher das Internet, welches im Land jedoch vollständig in der Hand des einzigen, unter staatlicher Kontrolle stehenden Netzbetreibers Beltelecom liegt. Zwar werden LGBT-Angebote gegenwärtig nicht behindert, jedoch ist der Zugriff auf internationale Angebote (wie beispielsweise auf das russische Portal gay.ru) teilweise eingeschränkt. Die Betreiber des Internetportals gay.by mussten sich darüber hinaus bereits wiederholt mit Einschränkungen auseinandersetzen. So wurden im Januar 2004 beispielsweise die Seiten von gay.by durch den staatlichen Webhoster N1.BY gesperrt. Bei einem Hackerangriff im März 2003, dem telefonische Bedrohungen gegen die Betreiber des Portals vorangingen, wurden die Seiten und Foren von gay.by teilweise gelöscht und mit homophoben Parolen verunstaltet.

### Versammlungsfreiheit
Nach einigen fehlgeschlagenen Versuchen fand 1999 ein von dem Magazin Forum Lambda organisiertes Gay-Pride-Festival statt, das unter anderem durch das Entwicklungsprogramm der Vereinten Nationen unterstützt wurde. Eine Wiederholung der Veranstaltung im folgenden Jahr scheiterte jedoch an verschiedenen Interventionen. Nach Angabe der Veranstalter war dem Radiosender Radio BA als Medienpartner von staatlicher Seite im Vorfeld untersagt worden, über die Veranstaltung zu berichten. Gruppen aus dem Umfeld der orthodoxen Kirche veranstalteten am Tag vor der Veranstaltung eine Protestkundgebung und 24 Stunden vor dem Beginn wurde die geplante Pride-Demonstration schließlich von der Stadt Minsk untersagt, was anschließend auch polizeilich durchgesetzt wurde. Die Demonstration Gay Pride 2001 konnte ein Jahr später zwar weitgehend ungehindert stattfinden, wurde aber bei der zwei Tage später stattfindenden Präsidentenwahl von der Regierung genutzt, um die Opposition mit Homosexuellen in Verbindung zu bringen und dadurch in der Öffentlichkeit negativ darzustellen. Das Zustandekommen von weiteren Demonstrationen wurde in den darauf folgenden Jahren durch persönliche Einschüchterung der Veranstalter bereits im Vorfeld verhindert.
Das für 2004 geplante International Moonbow Human Rights & Homo Cultural Festival, das zusammen mit der Auftaktveranstaltung der World Lesbian & Gay World Conference des ILGCN (International Lesbian & Gay Cultural Network) in Minsk geplant war, musste abgesagt werden, nachdem der Betreiber des Veranstaltungsortes von den Behörden so weit eingeschüchtert worden war, dass er schließlich seine Zusage für die Veranstaltung zurückzog. Darüber hinaus wurde den Veranstaltern in Telefonanrufen angekündigt, dass Ausländer, die versuchen an Workshops und Diskussionen teilzunehmen, „in Übereinstimmung mit den Artikeln zum Eingriff in die inneren Angelegenheiten Belarus umgehend des Landes verwiesen werden.“
Mit Ausnahme der jährlichen Umzüge in Erinnerung an die Katastrophe von Tschernobyl werden gegenwärtig keinerlei öffentliche Versammlungen genehmigt. Nachdem im Januar 2009 eine Veranstaltung mit dem Titel Das Recht zu Lieben untersagt worden war, reichte der LGBT-Aktivist Roman Mandrykin eine Klage beim Bezirksgericht von Homel ein. Darin wirft er der Stadtverwaltung von Homel vor, gegen das von der Verfassung der Republik Belarus in Artikel 35 garantierte Recht auf Versammlungsfreiheit zu verstoßen. Mittlerweile veranstalten die LGBT-Organisationen zusammen mit russischen Veranstaltern den Slavic Pride in Moskau, der – den Erfolg der Klage vorausgesetzt – zukünftig im jährlichen Wechsel auch in Minsk stattfinden soll.
Von April bis Mai 2009 fand der von LGBT-Aktivisten in Minsk, Hrodna und Luninez veranstaltete Monat gegen Homophobie statt, in dessen Rahmen hauptsächlich Informationsveranstaltungen stattfanden. Die ebenfalls in Homel und Minsk vorgesehenen Veranstaltungen in der Öffentlichkeit wurden nicht genehmigt. Ein Teilerfolg konnte dennoch erzielt werden, da eine breite Berichterstattung in den Medien (auch innerhalb von Belarus) stattfand.

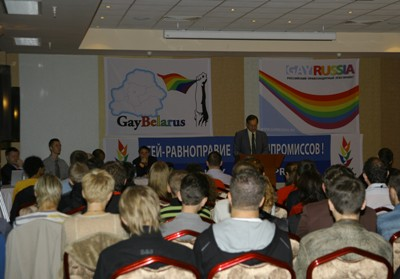
LGBT-Konferenz in Minsk 2009

Am 26. September 2009 organisierten die Gruppen Gayrussia und Gaybelarus eine LGBT-Konferenz in Minsk, im 5-Sterne-Hotel Crown Plaza. Die Konferenz selber wurde unter der Schirmherrschaft des International Day Against Homophobia veranstaltet. Die Delegation der Europäischen Kommission in Belarus hatte ihre politische Unterstützung für die Veranstaltung zugesichert. Jean-Eric Holzapfel, Leiter der Europäischen Kommission in Belarus, betonte in seiner Eröffnungsrede die Notwendigkeit der Bekämpfung von Homophobie in Europa und in Belarus im Besonderen. Auch Vertreter der schwedischen, französischen und ungarischen Botschaft sowie ein Vertreter der Organisation Global Rights Defenders (ehemals schwedisches Helsinki-Komitee) waren als Beobachter anwesend. Die Konferenzteilnehmer diskutierten und verabschiedeten eine gemeinsame Resolution zu den Rechten der Homosexuellen, Bisexuellen und Transgender in Belarus. Der Text, der Präsident Aljaksandr Lukaschenka, der belarussischen Regierung und dem Parlament übermittelt wurde, enthält die Forderung nach dem Verbot der Diskriminierung aufgrund der sexuellen Orientierung und Geschlechtsidentität, die Verfolgung von Hassreden, die Anerkennung der Rechte von gleichgeschlechtlichen Paaren und die Anerkennung des 17. Mai als Tag gegen Homophobie. Die Behörden werden aufgefordert den Slavic Pride in Minsk am 15. Mai 2010 zu unterstützen.
Am 17. Dezember 2009 protestierten drei Aktivisten der Gruppe "gaybelarus" vor der iranischen Botschaft in Minsk gegen die Todesstrafe für homosexuelle Handlungen im Iran und übergaben der iranischen Botschaft eine entsprechende Petition. Nach ca. 15 Minuten wurden die Aktivisten verhaftet, mit dem Verweis darauf, dass ihre Demonstration nicht genehmigt sei, und nach einigen Stunden aus der Haft wieder entlassen.
Die letzte Minsk Pride fand im Jahr 2013 in privaten Räumen unter Ausschluss der Öffentlichkeit statt, nachdem die Minsk Pride 2012 durch Behörden wegen einer angeblichen anderen Festlichkeit abgelehnt wurde. Auch weitere vorherige Pride Veranstaltungen der Jahre 2008 (Minsk und Homel), 2009 (Homel) sowie 2010 und 2011 (Minsk) wurden seitens der Regierung abgelehnt.

## LGBT-Organisationen
In Belarus existieren verschiedene Organisationen, die sich für die Rechte von Lesben und Schwulen einsetzen, die jedoch nicht staatlich anerkannt werden:
- Gaybelarus.by – Ein LGBT-Menschenrechtsprojekt, angeführt von Sergey Androschenko, das unter anderem den geplanten Slavic Pride am 15. Mai 2010 in Minsk organisiert.
- Lambda Belarus – Die älteste Schwulenrechtsorganisation in Belarus.
- Informationszentrum TEMA – Eine 2004 gegründete LGBT-Organisation, die in Homel ansässig ist.
- BelQueer – Ein Projekt für Sexuelle- und Geschlechtergleichberechtigung.
- MAKEOUT – Ein Projekt über Gender und Sexualität.

Darüber hinaus gibt es zwei offiziell anerkannte Organisationen mit anderen Schwerpunkten, die in ihrer Arbeit auch Lesben und Schwulen unterstützen:
- Vstrecha – Die Männerorganisation der Republikanischen Jugend, die im Rahmen ihrer HIV-Präventionsarbeit auch verstärkt auf Männer, die Sex mit Männern haben eingehen.
- Jyana – Eine Frauenorganisation, die sich mit Geschlechterfragen auseinandersetzt und junge Frauen schützt.

Nichtregierungsorganisationen sind in Belarus staatlicher Unterdrückung ausgesetzt und werden nur selten offiziell genehmigt. Bei nicht genehmigten Organisationen ist eine strafrechtliche Verfolgung einer „nicht registrierten Organisation, die die Rechte der Bürger verletzt“ mit Haftstrafen von bis zu drei Jahren möglich.